# 16. rozdanie nagród Złotych Malin
Złote Maliny przyznane za rok 1995
| Kategoria                      | Dla                                                  | Za                                                            |
| ------------------------------ | ---------------------------------------------------- | ------------------------------------------------------------- |
| Najgorszy film                 | Alan Marshall, Charles Evans                         | Showgirls                                                     |
| Najgorszy film                 | Kathleen Kennedy, Sam Mercer                         | Kongo                                                         |
| Najgorszy film                 | Charles B. Wessler                                   | It’s Pat                                                      |
| Najgorszy film                 | Roland Joffé, Andrew G. Vajna                        | Szkarłatna litera                                             |
| Najgorszy film                 | Charles Gordon, John Davis, Kevin Costner            | Wodny świat                                                   |
| Najgorszy remake lub sequel    | Roland Joffé, Andrew G. Vajna                        | Szkarłatna litera                                             |
| Najgorszy remake lub sequel    | James G. Robinson                                    | Ace Ventura: Zew natury                                       |
| Najgorszy remake lub sequel    | Robert Shapiro, Jerry Leider                         | Doktor Jekyll i panna Hyde                                    |
| Najgorszy remake lub sequel    | Alan Marshall, Charles Evans                         | Showgirls                                                     |
| Najgorszy remake lub sequel    | Michael Preger, Sandy King                           | Wioska przeklętych                                            |
| Najgorszy aktor                | Pauly Shore                                          | Sędzia kalosz                                                 |
| Najgorszy aktor                | Sylvester Stallone                                   | Sędzia Dredd Zabójcy                                          |
| Najgorszy aktor                | Keanu Reeves                                         | Johnny Mnemonic Spacer w chmurach                             |
| Najgorszy aktor                | Kyle MacLachlan                                      | Showgirls                                                     |
| Najgorszy aktor                | Kevin Costner                                        | Wodny świat                                                   |
| Najgorsza aktorka              | Elizabeth Berkley                                    | Showgirls                                                     |
| Najgorsza aktorka              | Sean Young                                           | Doktor Jekyll i panna Hyde                                    |
| Najgorsza aktorka              | Cindy Crawford                                       | Czysta gra                                                    |
| Najgorsza aktorka              | Julia Sweeney                                        | It’s Pat                                                      |
| Najgorsza aktorka              | Demi Moore                                           | Szkarłatna litera                                             |
| Najgorszy aktor drugoplanowy   | Dennis Hopper                                        | Wodny świat                                                   |
| Najgorszy aktor drugoplanowy   | Tim Curry                                            | Kongo                                                         |
| Najgorszy aktor drugoplanowy   | Robert Duvall                                        | Szkarłatna litera                                             |
| Najgorszy aktor drugoplanowy   | Robert Davi                                          | Showgirls                                                     |
| Najgorszy aktor drugoplanowy   | Alan Rachins                                         | Showgirls                                                     |
| Najgorsza aktorka drugoplanowa | Madonna                                              | Cztery pokoje                                                 |
| Najgorsza aktorka drugoplanowa | „Amy mówiący goryl”                                  | Kongo                                                         |
| Najgorsza aktorka drugoplanowa | Gina Gershon                                         | Showgirls                                                     |
| Najgorsza aktorka drugoplanowa | Lin Tucci                                            | Showgirls                                                     |
| Najgorsza aktorka drugoplanowa | Bo Derek                                             | Tomcio Grubasek                                               |
| Najgorszy duet aktorski        | każda kombinacja dwóch osób (lub dwóch części ciała) | Showgirls                                                     |
| Najgorszy duet aktorski        | Tim Daly; Sean Young                                 | Doktor Jekyll i panna Hyde                                    |
| Najgorszy duet aktorski        | William Baldwin; Cindy Crawford                      | Czysta gra                                                    |
| Najgorszy duet aktorski        | Dave Foley; Julia Sweeney                            | It’s Pat                                                      |
| Najgorszy duet aktorski        | Demi Moore; Robert Duvall; Gary Oldman               | Szkarłatna litera                                             |
| Najgorsza reżyseria            | Paul Verhoeven                                       | Showgirls                                                     |
| Najgorsza reżyseria            | Frank Marshall                                       | Kongo                                                         |
| Najgorsza reżyseria            | Renny Harlin                                         | Wyspa piratów                                                 |
| Najgorsza reżyseria            | Roland Joffé                                         | Szkarłatna litera                                             |
| Najgorsza reżyseria            | Kevin Reynolds                                       | Wodny świat                                                   |
| Najgorszy scenariusz           | Joe Eszterhas                                        | Showgirls                                                     |
| Najgorszy scenariusz           | John Patrick Shanley                                 | Kongo                                                         |
| Najgorszy scenariusz           | Jim Emerson, Stephen Hibbert, Julia Sweeney          | It’s Pat                                                      |
| Najgorszy scenariusz           | Joe Eszterhas                                        | Jade                                                          |
| Najgorszy scenariusz           | Douglas Day Stewart                                  | Szkarłatna litera                                             |
| Najgorszy debiut aktorski      | Elizabeth Berkley                                    | Showgirls                                                     |
| Najgorszy debiut aktorski      | „Amy gadający goryl”                                 | Kongo                                                         |
| Najgorszy debiut aktorski      | Cindy Crawford                                       | Czysta gra                                                    |
| Najgorszy debiut aktorski      | Julia Sweeney                                        | It’s Pat Stuart Saves His Family                              |
| Najgorszy debiut aktorski      | David Caruso                                         | Jade Pocałunek śmierci                                        |
| Najgorsza piosenka             | David A. Stewart, Terry Hall                         | „Walk Into The Wind” z filmu Showgirls                        |
| Najgorsza piosenka             | U2                                                   | „Hold Me, Thrill Me, Kiss Me, Kill Me” z filmu Batman Forever |
| Najgorsza piosenka             | Jerry Goldsmith, Lebo M.                             | „(Feel The) Spirit of Africa” z filmu Kongo                   |